# Rijncentaurie
De rijncentaurie (Centaurea stoebe, synoniem: Centaurea rhenana) is een vaste plant die behoort tot de composietenfamilie (Asteraceae). De soort staat op de Nederlandse Rode Lijst van planten als zeer zeldzaam en stabiel of in aantal toegenomen. De plant komt van nature voor in  Midden-, Zuid- en Oost-Europa en werd aan het eind van de negentiende eeuw ingevoerd in de Verenigde Staten door verontreinigd zaad. Het aantal chromosomen is 2n = 18.
De plant wordt 20-90 cm hoog. De stengel is grijs- tot witviltig behaard. De 10-15 cm lange bladeren zijn veerdelig tot dubbel veerspletig met lijnvormige, grijs- tot witviltige bladslippen. 
De plant bloeit van juli tot in oktober met roze tot roodpaarse, soms witte bloemen, die in 0,5-1 cm brede, eivormige hoofdjes zitten. De hoofdjes zijn pluimvormig gerangschikt op de bloemstengel en bevatten twintig tot vijftig bloemen. De hoofdjes hebben geen straalbloemen, maar in plaats hiervan een krans van vergrote, diep ingesneden buitenste bloempjes die steriel zijn maar wel op straalbloemen lijken. De aan de top franjeachtig ingesneden, bruin of zwart gevlekte, vijfnervige omwindselbladen hebben een zwakke stekel aan de top en uitspringende overlangse nerven. De franje bestaat uit vier tot tien borstelharen aan elke kant.

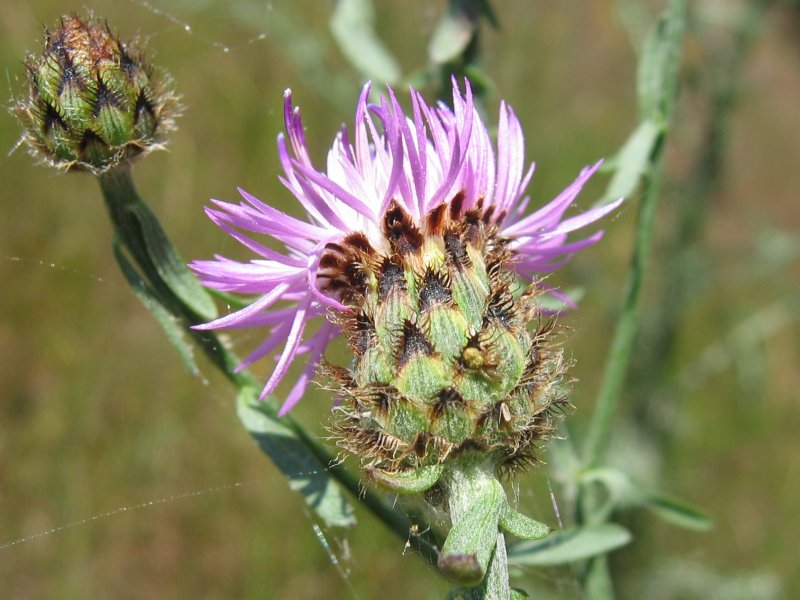
Omwindselbladen

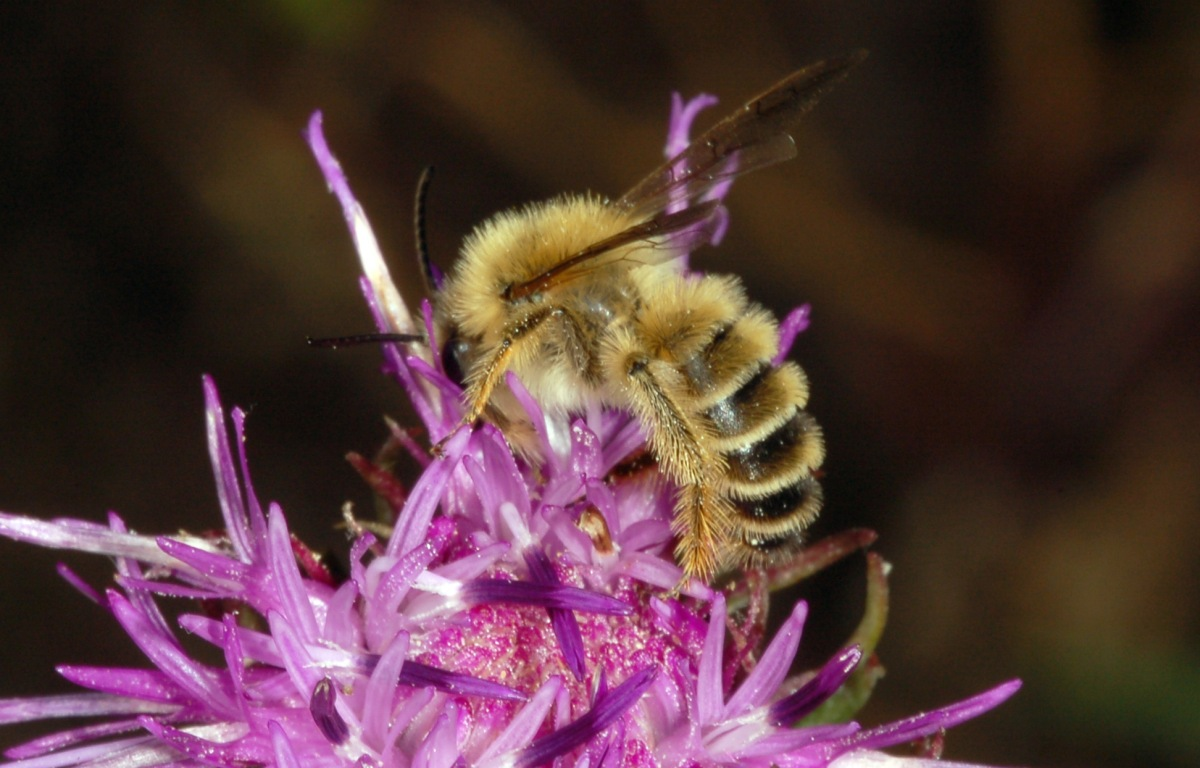
Pluimvoetbij op rijncentaurie

De vrucht is een 3-5 mm lang nootje met een gereduceerde pappus, die niet groter is dan 0,5 mm. De nootjes kunnen vast aan de vacht van dieren blijven kleven, maar kunnen ook door de wind verspreid worden.
De rijncentaurie komt voor op stenige plaatsen langs de grote rivieren.

## Namen in andere talen
- Duits: Rispen-Flockenblume
- Engels: Spotted knapweed
- Frans: Centaurée du Rhin. Centaurée stoebé, Centaurée rhénane